# 披针叶萼距花
披针叶萼距花（学名：Cuphea lanceolata）为千屈菜科萼距花属下的一个种。

## 扩展阅读
- 維基物種上的相關：披针叶萼距花